# Sloper (groupe)
Pour les articles homonymes, voir Sloper.
Sloper est un groupe néerlandais de rock. Ce projet démarre en 2019. En 2020, le premier EP Sloper sort, duquel sont issus les singles I'm Alive et Mind Melter.

## Histoire
Le Flamand Goossens et le Néerlandais Zuiderwijk se sont rencontrés quelques années plus tôt lors de l'événement DrumDrieDaagse organisé par Zuiderwijk et le Slagwerkkrant. Une amitié et l'idée d'organiser des jam sessions sont nées. Goossens était ami avec Jan Paternoster, chanteur-guitariste du groupe de rock Black Box Revelation. Goossens venait d'enregistrer un album avec le groupe et voulait faire de la musique avec Paternoster. Le groupe de Zuiderwijk, Golden Earring, venait de décider d'arrêter de se produire dans les théâtres, ce qui laissait plus de temps à Zuiderwijk.
Ils organisent tous les trois des jam sessions au cours desquelles ils jouent des reprises. Cependant, Paternoster a dû abandonner le groupe en raison d'autres engagements. Goossens et Zuiderwijk recrutent alors le guitariste flamand Fabio Canini et le chanteur-guitariste anglais Peter Shoulder. Goossens avait déjà travaillé avec Shoulder lorsqu'ils formaient ensemble le groupe de rock Winterville. Le premier essai a lieu le 18 décembre 2019 au Cultuurpodium Boerderij à Zoetermeer, et le groupe se produit à l'Eurosonic le 17 janvier 2020. Le 5 juin de la même année, le premier EP Sloper est publié sur le label discographique indépendant Suburban. L'album Pulverise suit le 20 août 2021. Le même jour, le single Struck by Lightning, extrait de cet album, sort.

## Discographie
- 2020 : Sloper (EP)
- 2021 : Pulverise (album)